# Sericesthis tetrica
Sericesthis tetrica är en skalbaggsart som beskrevs av Blackburn 1907. Sericesthis tetrica ingår i släktet Sericesthis och familjen Melolonthidae. Inga underarter finns listade i Catalogue of Life.